# Kellmünz an der Iller
Kellmünz an der Iller település Németországban, azon belül Bajorországban. Lakosainak száma 1524 fő (2023. december 31.). Kellmünz an der Iller Altenstadt (Iller), Osterberg, Pleß és Dettingen an der Iller községekkel határos.

## Népesség
A település népessége az elmúlt években az alábbi módon változott:
| Lakosok száma | 513  | 950  | 1122 | 1163 | 1355 | 1368 | 1382 | 1396 | 1483 | 1524 |
|               | 1875 | 1950 | 1975 | 1987 | 2012 | 2014 | 2016 | 2017 | 2021 | 2023 |